# 얀 1세 올브라흐트
얀 1세 올브라흐트(폴란드어: Jan I Olbracht, 1459년 12월 27일 ~ 1501년 6월 17일)는 폴란드의 국왕(1492~1501)이며, 폴란드 국회 정부의 번영을 이룬 군사적 지도자였다.
카지미에시 4세와 합스부르크 왕가의 엘리자베타 사이에서 둘째 아들로 태어나, 1487년과 1491년에 코피스트진(Kopystrzyn)과 자스와프(Zasław)에서 타타르족을 꺾어 자신의 군사적 능력을 증명하였다. 부왕의 사망 후에 추밀원의 귀족들에 의하여 폴란드 국왕으로 선출되었다. 재정적 문제에 포위를 당한 상태에 1493년 입법상의 단원, 대리인들의 회의장 등과 함께 이제부터 상원이라 불리게 된 추밀원을 소집하여 첫 국회에서 상류 사회를 대표하였다.
또한 그의 권력을 넓히려고도 하였다. 외교적 수완을 통하여 어떤 대지들을 구입하고 다른 나머지를 획득하며, 1497년 몰다비아에 선전 포고를 하였다. 슈테판 대왕의 타타르족에 대항하는 데 협력을 요구에 응답하는 선전을 창시하여, 도나우강과 드네스트르강 입구의 벨고로드와 킬리아를 포획하기를 희망하기도 하였다.
그러나 슈테판 대왕은 얀 1세의 야망들을 두려워하여, 얀을 축출시키고 그의 동생 지그문트(후에 지그문트 1세)를 몰다비아의 왕조에 앉히려는 의도를 짐작하였다. 폴란드 군대가 몰다비아에 입국했을 때, 1497년 슈테판의 군대에게 무거운 패배를 당하고 말았다. 1498년부터 1501년까지 얀 1세는 폴란드의 동부 국경에서 타타르족의 공격을 격퇴하면서 그곳을 점령하였다.
튜턴 기사단의 기사단장 작센의 프리드리히 베틴의 프로이센 대지들을 침입하는 준비를 하던 중, 6월 17일 토룬에서 사망하였다.